# John Cheam
John Cheam (auch de Cheam oder Cheyam) († nach 11. Juni 1268 in Meaux) war ein anglo-schottischer Geistlicher. Ab 1259 war er Bischof der schottischen Diözese Glasgow.

## Herkunft und Aufstieg zum Bischof von Glasgow
John Cheam stammte aus Cheam im südenglischen Surrey. Er hatte bereits ein Studium abgeschlossen, als er 1243 oder 1244 zum Rektor von Bucknell in Oxfordshire ernannt wurde. Anfang 1251 sandten ihn die Bischöfe der Kirchenprovinz Canterbury zur Kurie nach Rom, wo er Papst Innozenz IV. ihre Beschwerden über Erzbischof Bonifatius von Savoyen vortragen sollte. Cheam nutzte die Gelegenheit, um in Rom einen Dispens zu erhalten, nach dem er ein weiteres Benefiziat besitzen durfte. Im Streit um den Erzbischof verlangte der Papst aber genauere Informationen und sandte Cheam vermutlich im Herbst 1251 zurück nach England. Daraufhin trafen sich die Bischöfe im November 1251 in Winchcombe und sandten Cheam mit detaillierteren Beschwerden zurück nach Rom. Dabei versprachen sie ihm  als Aufwandsentschädigung 100 Mark mit der Aussicht auf weitere 100 Mark, falls seine Mission Erfolg hätte. Dazu wurde Cheam offenbar zum Kanoniker an der St Paul’s Cathedral in London ernannt. Zurück in Rom, wurde er zum Päpstlichen Kaplan ernannt. Im Juli 1252 erhielt er einen weiteren Dispens, um ein weiteres Benefiziat ausüben zu dürfen. Er hatte aber solche Kosten, dass er sich in Rom 2000 Mark leihen musste. Über die Tätigkeit von Cheam während der nächsten Jahre ist nichts bekannt, doch 1258 wurde er als Nachfolger von Robert de Chaury zum Archidiakon von Bath ernannt. Wahrscheinlich nahm Cheam sein Amt in Bath aber nicht wahr, sondern war weiterhin in Rom tätig. 1259 reiste Nicholas Moffat, der gewählte Bischof der schottischen Diözese Glasgow, nach Rom, um die Bestätigung seiner Wahl durch den Papst zu erlangen. Aus ungeklärten Gründen verwarf Papst Alexander IV. aber die Wahl, möglicherweise, weil Robert of the Provender Einwände gegen Moffat vorbrachte. Robert of the Provender hoffte wohl, selbst zum Bischof von Glasgow ernannt zu werden, doch stattdessen ernannte der Papst im Oktober 1259 Cheam zum neuen Bischof der Diözese. Cheam wurde vor dem 28. Oktober 1259 vermutlich in Rom zum Bischof geweiht. Der schottische König Alexander III. protestierte gegen die Ernennung eines Engländers zum Bischof einer schottischen Diözese. Er weigerte sich, Cheam die Temporalien der Diözese zu übergeben und verlangte den Widerruf der Ernennung von Cheam. Der König erklärte sich schließlich bereit, Cheam die Temporalien zu übergeben, nachdem er ihm die Treue geschworen hätte. Daraufhin beauftragte der Papst die englischen Bischöfe Richard von Lincoln und William von Bath und Wells, für Cheam die Temporalien von Glasgow in Besitz zu nehmen. Nun setzte sich auch der englische König Heinrich III. am 6. März 1260 zugunsten von Cheam ein. Der König hatte Cheam offenbar im nordfranzösischen Saint-Omer getroffen, und Cheam bedankte sich beim englischen König, in dem er ihm zwei wertvolle Gewänder schenkte. Daraufhin konnte Cheam nach Schottland zurückkehren. Er leistete dem schottischen König den Treueschwur und wurde in Glasgow inthronisiert. Die erfolgreiche Ernennung von Cheam war so ein Symbol für den Führungsanspruch und die Unabhängigkeit der Päpste geworden. Im Oktober 1261 drohte Papst Urban IV. allerdings Cheam mit der Exkommunikation, da er 200 Mark von der Gebühr von 800 Mark für die Bischofsweihe noch nicht gezahlt hatte. Master Leonard, der päpstliche Gesandte in England, sollte das Geld innerhalb von fünfzehn Tagen eintreiben. Wahrscheinlich zahlte Cheam daraufhin das Geld.

## Tätigkeit als Bischof
Als Bischof war Cheam ebenso aktiv, wie er zuvor bei der Kurie gewesen war, wobei er rasch in Konflikt mit den Mitgliedern des Kathedralkapitels, aber auch mit anderen Geistlichen geriet. Von den Kanonikern des Kathedralkapitels verlangte er Residenzpflicht und verhängte Strafen, wenn sie dieser nicht nachkamen. Die dadurch erhaltenen Gelder verwandte er für den Weiterbau der Kathedrale von Glasgow, der die Finanzen der Diözese stark belastete. Daneben verfolgte er vergeblich einen zweifelhaften Anspruch auf das Gebiet der englischen Diözese Carlisle, das im 12. Jahrhundert von Glasgow abgetrennt worden war, möglicherweise setzte er damit einen Streit mit Bischof Robert de Chaury, seinem Amtsvorgänger als Archidiakon von Bath fort. Im späten Frühjahr 1262 unternahm Cheam eine Reise nach England, wofür ihm der englische König freies Geleit gewährte. Vor dem 10. Juni 1262 war Cheam zurück in Schottland, doch 1263 reiste er im Auftrag des englischen Königs als Gesandter nach Frankreich, um dort Verhandlungen für einen Besuch des englischen Königs im September 1263 zu führen. Mitte September 1263 war Cheam wieder in England und kehrte danach offenbar nach Schottland zurück, ohne noch weiter in den Machtkampf des englischen Königs mit seinen Baronen involviert zu sein. In Schottland bezeugte er im Juli 1266 als einer von zwei Bischöfen den Frieden von Perth, der den Krieg mit Norwegen beendete. Dann vermittelte er im Auftrag des schottischen Königs im Konflikt zwischen der Königinmutter Marie de Coucy und deren zweiten Ehemann Jeanne de Brienne. Als Ergebnis dieser Vermittlung durfte die Königinmutter in Schottland bleiben, während ihr Ehemann aus ihren Einkünften jährlich 500 Mark erhielt. Aus ungeklärten Gründen reiste Cheam 1267 erneut zur Kurie, möglicherweise suchte er Unterstützung in seinem Streit mit Bischof Chaury. 1268 war er aber erst in Tournai, wo er ein von ihm selbst erworbenes Gut am Clyde dem mit ihm zerstrittenen Kathedralkapitel von Glasgow vermachte. Er starb in Meaux, wo er auch begraben wurde. Er starb im selben Jahr im französischen Meaux, wo er auch begraben wurde. König Alexander III. setzte bei der Wahl seines Nachfolgers die erneute Wahl von Nicholas Moffat durch.